# Rue Édouard Wacken
La rue Édouard Wacken est une artère du centre de la ville de Liège (Belgique) située dans le prolongement de la rue du Plan Incliné.

## Odonymie
La rue rend hommage à Édouard Wacken, né à Liège le 25 avril 1819 et mort à Saint-Josse-ten-Noode le 8 avril 1861, dramaturge, poète romantique et critique.

## Description
Cette artère en légère déclivité mesure environ 255 m et compte 17 immeubles tous bâtis du même côté de la rue. Les immeubles du côté pair ont tous été expropriés et détruits dans les années 1970 à la suite de la création de la rampe d'accès à l'autoroute A602. 

## Situation
La rue relie la rue Rennequin-Sualem à la rue Hemricourt. Elle est le prolongement de la rue du Plan Incliné et applique un sens unique de circulation automobile dans le sens Plan Incliné - Rennequin-Sualem. La rue donne aussi accès direct à la voie rapide rejoignant la rue Sainte-Marie.

## Architecture
La rue compte un ensemble homogène d'immeubles réalisés à la fin du XIXe siècle et au début du XXe siècle. Parmi ceux-ci, la maison située au no 3 a été réalisée par Victor Rogister en 1900 dans un style éclectique teinté d'Art nouveau particulièrement pour l'encadrement tout en courbes de la porte d'entrée .

## Voies adjacentes
- Rue Rennequin-Sualem
- Rue de Sluse
- Rue Hemricourt
- Rue du Plan Incliné

### Source et bibliographie
- Yannik Delairesse et Michel Elsdorf, Le nouveau livre des rues de Liège, Liège, Noir Dessin Production, 2008, 512 p. (ISBN 978-2-87351-143-2 et 2-87351-143-5, présentation en ligne), page 420